# Hayri Sezgin
Hayri Sezgin (ur. 19 stycznia 1961 w Razgradzie, zm. 5 maja 2013 w Stambule) – turecki zapaśnik w stylu wolnym. Dwukrotny olimpijczyk. Czwarty w Los Angeles 1984 i odpadł w eliminacjach w Seulu 1988. Startował w kategorii 90–130 kg.
Brązowy medal w mistrzostwach świata w 1990, piąty w 1983 i 1987, szósty w 1993. Wicemistrz Europy w 1989 i trzeci w 1985. Złoty medal na igrzyskach śródziemnomorskich w 1987. Czwarty w Pucharze Świata w 1990. Drugi na igrzyskach bałkańskich w 1979 roku.